# Атлетика на Летњим олимпијским играма 1896 — 110 метара препоне за мушкарце
Такмичење у дисциплини 110 м препоне за мушкарце на Олимпијским играма 1896. одржано је 7. и 10. априла на стадиону Панатинаико. За такмичење се пријавило 8 такмичара из 6 земаље. Првог дана су одржане квалификационе трке. Такмичари су били подељени у две групе по четири такмичара. Прва двојица из ових грпа су се такмичила у финалу 10. априла.

## Земље учеснице
- Француска (1)
- Немачко царство (1)
- Уједињено Краљевство (1)
- Грчка {2}
- Мађарска (1)
- САД (10)

## Рекорди пре почетка такмичења
| Најбољи резултат на свету | 15,4 120 јарди                 | Стивен Чејс                    | Сједињене Државе               |                                | 1895.                          |
| Најбољи резултат на свету | 15,4 (120 јарди)               | Голдфри Шо                     | Велика Британија               |                                | 1895.                          |
| Олимпијски рекорд         | први пут на олимпијским играма | први пут на олимпијским играма | први пут на олимпијским играма | први пут на олимпијским играма | први пут на олимпијским играма |

## Освајачи медаља
| Томас Кертис САД | Грантли Гулдинг Уједињено Краљевство | - |

## Нови рекорди после завршетка такмичења
| Олимпијски рекорд | 17,6 | Томас Кертис | Сједињене Државе | Атина, Грчка | 10. април 1896. |

## Квалификације
7. април

### Група 1.
| Пласман | Такмичар         | Држава               | Резултат |
| 1       | Грантли Гулдинг  | Уједињено Краљевство | 18,4     |
| 2       | Франц Решел      | Француска            | непознат |
| 3       | Алајош Сокољи    | Мађарска             | непознат |
| 4       | Атанасиос Андреу | Грчка                | непознат |

### Група 2.
| Пласман | Такмичар              | Држава          | Резултат |
| 1       | Томас Кертис          | САД             | 18.4     |
| 2       | Велс Хојт             | САД             | непознат |
| 3-4     | Курт Дери             | Немачко царство | непознат |
| 3-4     | Атанасиос Скалцојанис | Грчка           | непознат |

## Финале
10. април
| Пласман | Такмичар        | Држава               | Резултат       |
|         | Томас Кертис    | САД                  | 17.6 ОР        |
|         | Грантли Гулдинг | Уједињено Краљевство | 17,6           |
| 3-4     | Велс Хојт       | САД                  | није стартовао |
| 3-4     | Франц Решел     | Француска            | није стартовао |

- Велс Хојт није учествовао у финалу јер је истог дана стакао мотком где је освојио прво место, а Франц Решел је према ранијем договору асистирао Албену Лермизиоу, који је тог дана учствовао у маратону.